# Тано (Коті)
Тано́ (яп. 田野町, たのちょう, МФА: [tano t͡ɕoː]?) — містечко в Японії, в повіті Акі префектури Коті.  Отримало статус містечка 1920 року. Площа становить 6,56 км². Станом на 1 липня 2012 року населення складало 2825  осіб, густота населення — 431 осіб/км².   

## Демографія
Згідно з даними перепису населення Японії, населення Тано зменшується з 2005 року. Станом на 1 жовтня 2020 року населення складало 2498 осіб, з яких чоловіків — 1174 осіб, жінок — 1324 осіб. Густота населення — 382,5 осіб/км².

## Галерея

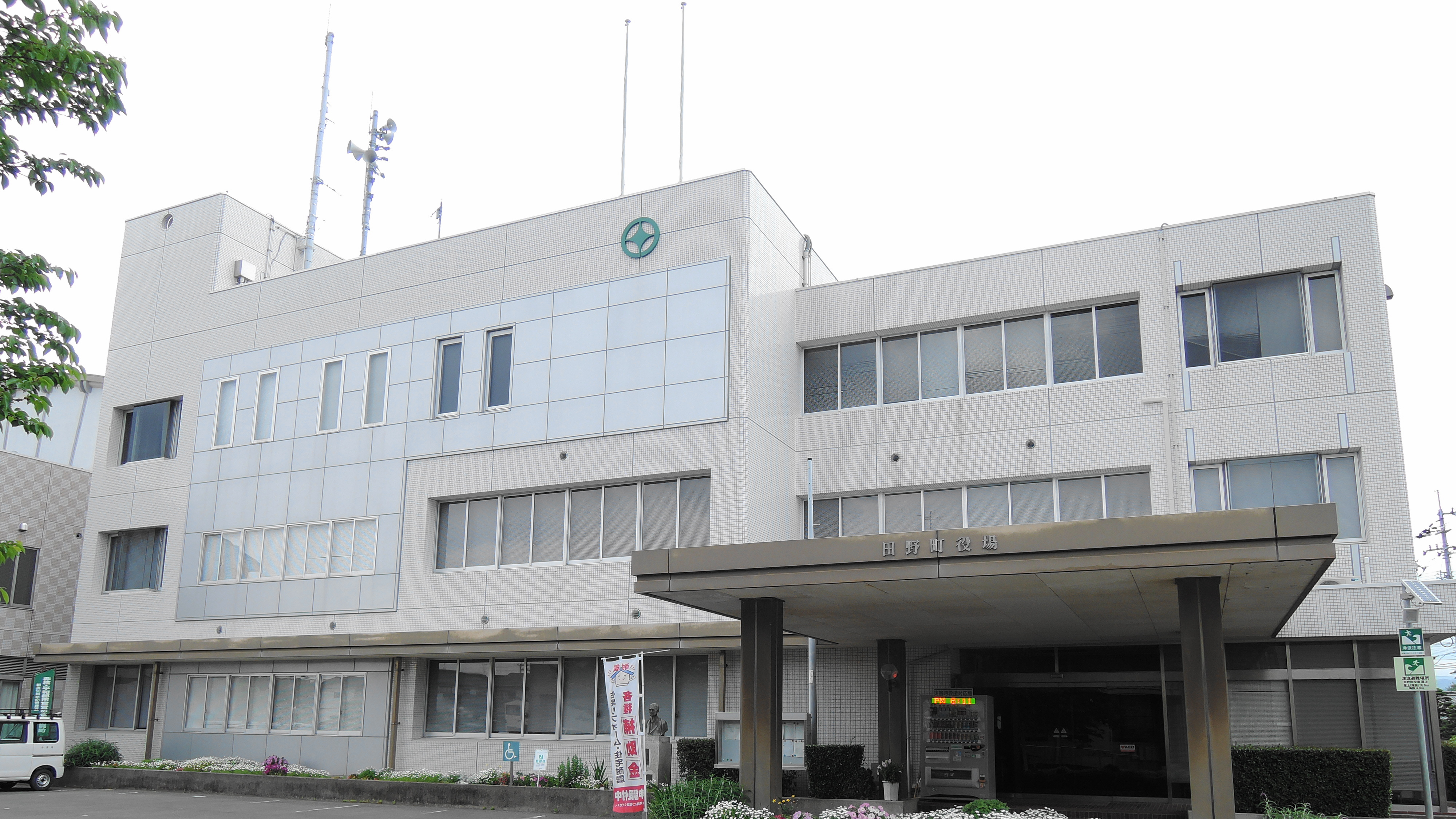
Муніципалітет Тано
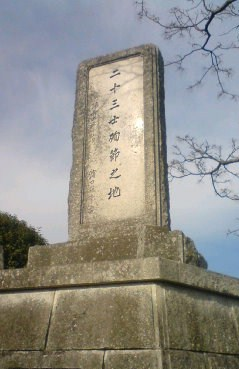
Меморіал 23-х самураїв